# Тонду, Тоомас
Тоомас Тонду настоящие имя и фамилия — Юри Юрьевич Койк (эст. Toomas Tondu; 6 декабря 1888, Вильянди, Феллинский уезд, Лифляндской губернии Российской империи — 22 августа 1928, Вильянди, Эстония) — эстонский драматический актёр и режиссёр.

## Биография
Сын плотника. После школы, в 1907 году окончил бухгалтерские курсы.
Сценическую деятельность начал в 1907 году в театра «Ванемуйне», пел в хоре, работал в канцелярии театра, в 1908—1911 годах был актёром труппы, в 1911—1912 годах работал в кредитном банке Вильянди.
В 1908 году выступил, как солист в первой эстонской опере «Лембиту тутту». В 1910—1911 годах — режиссёр и актёр театра «Койт» в Вильянди.
С 1912 года работал в Эстонии, где играл в опереттах и драматических пьесах. В 1912 году перешёл в театр «Эстония» в Таллине. С 1925 года — член правления Благотворительного фонда исполнительских искусств. Инициатор создания Союза актёров Эстонии в 1917 году, заложил основу Эстонского театрального архива.
За свою карьеру сыграл в 135 спектаклях (в том числе 7 детских), 23 опереттах, 1 опере и 1 балете. Умер от осложнения после ангины.
Творчество Т. Тонду отличалось искренним, часто лирическим комизмом и стремлением к аналитической работе над ролью.

## Избранные роли
- Эрнест («В усадьбе „Пюве“» Китцберга, 1916),
- Пелеас («Пелеас и Мелисанда» Метерлинка, 1919),
- Поташ («Поташ и Перламутр», 1920),
- Гарпагон («Скупой», 1923).